# Lola rennt
Lola rennt és una pel·lícula alemanya dirigida per Tom Tykwer i estrenada l'any 1998. Cada dia, cada segon, prenem decisions que podem canviar la nostra vida, per sempre. Lola corre contra el temps i contra el seu destí pels carrers d'una ciutat per a salvar la seva vida i la de Manni, el seu xicot.
Dirigida per Tom Tykwer i protagonitzada per Franka Potente i Moritz Bleibtreu, la pel·lícula juga amb el temps -els rellotges apareixen arreu-, amb coincidències, símbols i detalls. Aquest és el tema central, molt ben treballat: el sentit de la vida, el futur i el destí -una veu en off al principi formula un seguit d'interrogants existencials: qui som? d'on venim?-, altres realitats i altres vides, l'obsessió del temps perdut i la vida passada, les oportunitats desaprofitades.

## Argument

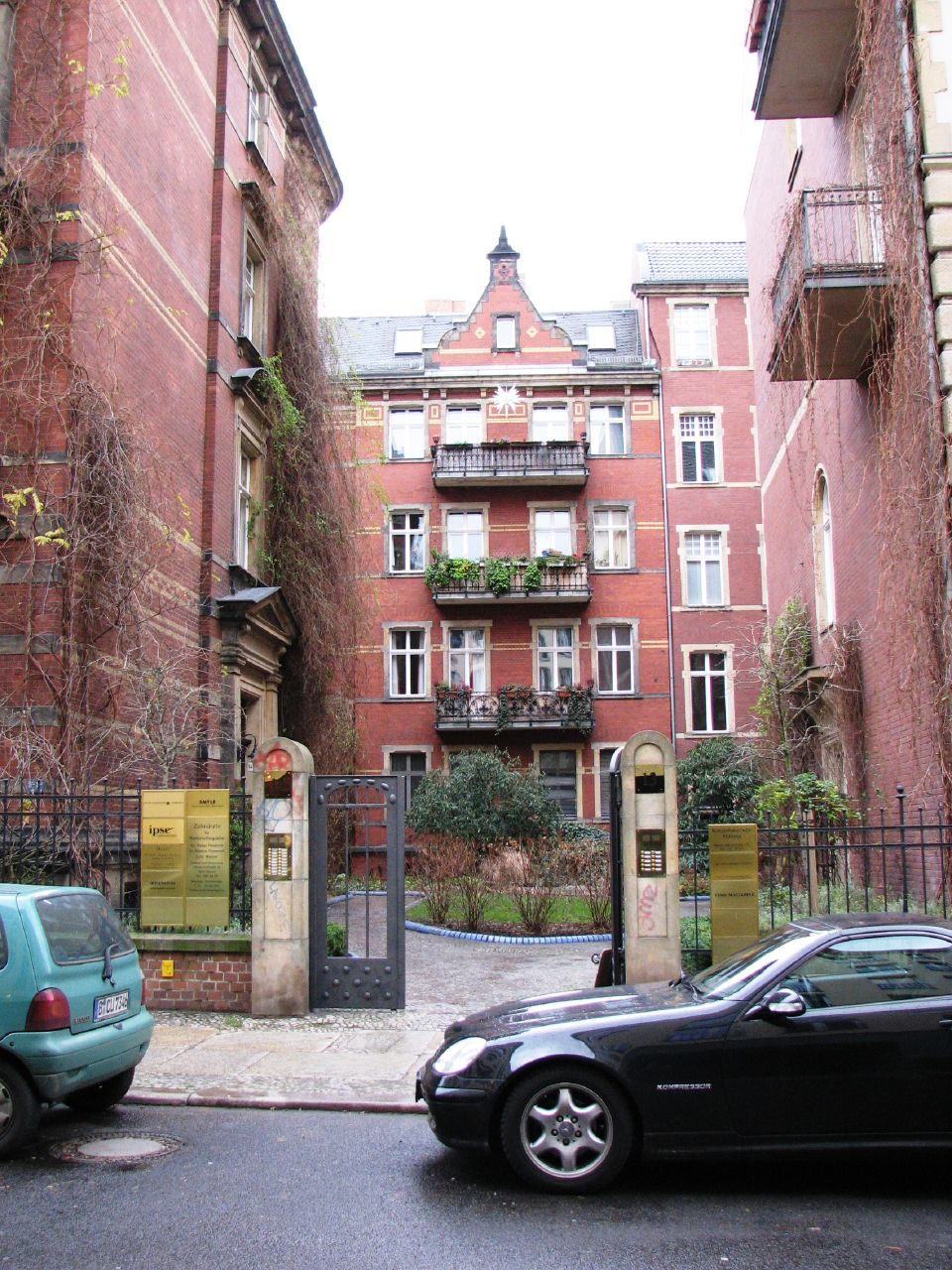
Edifici a l'Albrechtstraße (Berlin-Mitte), on comencen els tres episodis.

Lola (Franka Potente) i Manni (Moritz Bleibtreu) són una jove parella des de fa gairebé un any. Manni treballa com a missatger per a un mafiós local que es dedica a robar cotxes. Manni li ha d'entregar 100.000 marcs alemanys, però Lola no arriba a temps a buscar-lo perquè li han robat la moto. Manni agafa el metro però en un control de passatgers s'oblida la bossa amb els diners i un rodamón se l'emporta.
El seu cap (Heino Ferch) vol tenir els diners en 20 minuts i Manni desesperat truca a Lola. Què pot fer? Si no troba els diners el mataran.
El guió és atrevit, amb un plantejament en tres parts que en realitat són la mateixa història amb tres possibilitats de desenllaç. La mateixa història es narra en tres ocasions (versions) però amb conseqüències diferents en funció del temps. Un joc de causa-efecte (efecte papallona) en el qual un sol segon de retard pot provocar situacions completament diferents i determinar el desenvolupament de la pel·lícula.

### Primera versió
En la primera versió Lola decideix demanar ajut a son pare per a aconseguir els 100.000 marcs i després de penjar el telèfon surt corrent de casa, mentre surt del pis es veu com sa mare li demana que compri xampú mentre beu un got de whisky i parla per telèfon. Baixant l'escala es troba amb un nen i un gos que li ensenya els dents en to amenaçador, però ella corre cap al seu objectiu. Pel camí xoca amb una dona i el seu carret, la dona l'escridassa i tot seguit es veu en fotografies com li prenen el nen, perquè l'havia robat. Lola corre, pel camí un noi li vol vendre la seva bicicleta, en fotografies es veu com al noi li roben la bicicleta i li donen una pallissa que l'han de portar a l'hospital, on coneix una infermera amb la que es fan amics i finalment s'acaba casant amb ella. Lola corre i pel camí gairebé ensopega amb un cotxe sortint del garatge, el conductor que no sap ben bé què ha passat es distreu i xoca amb un altre cotxe, que és conduït pels caps de Manni. Manni entretant fa algunes trucades i li retorna la targeta per a trucar a una senyora cega, que li agafa la mà i se'n va sense la targeta. Lola corre i es creua amb el rodamón que ha trobat la bossa de diners d'en Manni, però no se n'adona i continua corrent. Arriba al Deutsche Transfer on treballa son pare i el guarda de seguretat la deixa passar quan la reconeix, de camí a la seva oficina es creua amb una treballadora i en imatges se'ns mostra com té un accident de cotxe, queda paraplègica i s'acaba suïcidant. Lola corre, entra a l'oficina de son pare, sense trucar, on la seva amant li demana que deixi la seva dona i que es decideixi ara perquè està embarassada i l'acaba d'acceptar. Lola li demana ajut, vol 100.000 marcs en cinc minuts, però el pare li diu que no té els diners i l'acompanya a la sortida mentre li explica que no tornarà a casa mai més i demana al guarda de seguretat que la faci fora. Lola plora i una dona li demana què té, Lola li demana l'hora i surt corrent, pel camí una ambulància gairebé trenca un vidre que uns operaris estan carregant en mig del carrer. Lola corre, Manni es dirigeix al supermercat amb la intenció de robar-lo. Lola corre, les dotze. Manni entra al supermercat, Lola el crida des de la cantonada però és massa tard, Manni ha començat a disparar i demana que obrin les caixes. Lola arriba i el crida des de fora, Manni li demana ajut, el guarda de seguretat l'apunta amb la pistola. Lola entra i el colpeja, agafen els diners i surten corrent, la policia els atura pocs metres després. Manni llença la bossa amb diners enlaire i un policia distret dispara encertant al pit de Lola.
Lola recorda una conversa amb Manni en el llit i decideix que no vol morir.

### Segona versió
La segona versió comença exactament com la primera, el telèfon es penja i Lola surt corrent. Mentre surt del pis es veu com la seva mare li demana que compri xampú mentre beu un got de whisky i parla per telèfon. Aquesta vegada el nen de l'escala la fa caure per les escales, però ella s'aixeca i corre cap al seu objectiu. Pel camí xoca amb la dona i el seu carret, la dona l'escridassa i tot seguit es veu en fotografies com li toca la loteria i passa a tenir una vida de luxe amb el nen i el seu marit. Lola corre, pel camí un noi li vol vendre la seva bicicleta, en fotografies es veu com el noi és un rodamón que cerca a les escombraries quelcom de valor, persegueix dones i mor en un bany públic per sobredosi d'heroïna. Lola corre i pel camí ensopega amb un cotxe sortint del garatge, el conductor es distreu mirant qui ha saltat pel seu damunt i xoca amb un altre cotxe, que és conduït pels caps de Manni. Lola corre i ensopega amb el rodamón que ha trobat la bossa de diners d'en Manni, però no se n'adona i continua corrent... arriba al Deutsche Transfer on treballa el seu pare i el guarda de seguretat la deixa passar després de dir-li que es calmi. Lola corre, entra a l'oficina del seu pare en mig d'una discussió, sense trucar, on la seva amant li demana que deixi la seva dona i que es decideixi ara perquè està embarassada, aquest cop li confessa que el fill no és seu. Lola li demana ajut, vol diners molts diners, l'amant li contesta i ella li diu que calli, el seu pare li clava una bufetada i Lola comença a destrossar l'oficina com boja i se'n va. Quan surt i el guarda li obre la porta, reflexiona un moment i torna a entrar robant-li la pistola al guarda, decidida entra de nou al despatx del seu pare i li demana que s'aixequi i l'acompanyi. Pel passadís una treballadora intenta aturar-la sense èxit, en imatges veiem com té un amant company del banc i practiquen sadomasoquisme, passegen pel parc i són feliços. Lola amenaça un banquer i sense deixar d'apuntar el seu pare amb la pistola li demana que ompli una bossa amb 100.000 marcs. El guarda de seguretat intenta persuadir-la tot el temps però no la convenç. Amb els diners surt del banc on una colla de policies esperen que surtin els lladres i l'apunten amb intenció de disparar. Ella pensa que l'han enxampat i que tot està perdut però un policia li fa senyals perquè surti del mig, Lola dubta i un altre policia l'aparta volent salvar-la del perill. Lola corre, es troba amb una dona que li pregunta què passa, Lola li demana l'hora i surt corrent. Pel camí es creua amb una ambulància i li demana que la porti un tros, el conductor despistat xoca amb un vidre que uns operaris estan carregant en mig del carrer. Lola corre, Manni es dirigeix al supermercat amb la intenció de robar-lo. Lola corre, les dotze. Lola el crida des de la cantonada i aquest cop aconsegueix aturar-lo. Manni es gira i camina cap a Lola, de sobte però l'atropella una ambulància, deixant-lo mort al mig del carrer. Manni recorda una conversa amb Lola, sobre la seva mort. Lola li diu que no és mort.

### Tercera versió
La tercera versió comença exactament com la primera i la segona, el telèfon es penja i Lola surt corrent. Mentre surt del pis es veu com la seva mare li demana que compri xampú mentre beu un got de whisky i parla per telèfon. Aquesta vegada evita el nen i el gos de l'escala, saltant pel seu damunt. Pel camí esquiva la dona i el seu carret, la dona la mira despectivament i tot seguit es veu en fotografies com porta una vida molt religiosa. Lola corre, pel camí gairebé ensopega amb el noi de la bicicleta, que es para en un petit quiosc del carrer on troba el rodamón i li ven la bicicleta. Lola corre i pel camí ensopega amb un cotxe sortint del garatge, reconeix el conductor Herr Meier, un amic del seu pare, que li pregunta si va tot bé ella contesta que no hi surt corrent, la conversa evita el xoc amb l'altre vehicle. L'amant li pregunta al pare de Lola si vol tenir un fill amb ella, ell respon afirmativament i surt corrents perquè té una cita amb Herr Meier (que arriba puntual perquè no ha tingut cap accident). Lola corre i arriba massa tard per trobar-se amb el seu pare.
Manni entretant fa algunes trucades i li retorna la targeta per trucar a una senyora cega, que li agafa la mà, en aquest moment veu passar al rodamón amb la bicicleta i surt corrent darrere d'ell. Creuen el carrer sense mirar i Herr Meier que està distret parlant amb el pare de Lola ensopega amb un altre cotxe (conduït pel cap d'en Manni), en l'accident atropellen també un motociclista. Lola corre, gairebé l'atropella un camió, veu el casino i entra tot i que la volen fer fora perquè no vesteix d'acord amb les normes. Finalment aconsegueix guanyar els 100.000 marcs apostant al número 20. Amb els diners a dins una bossa surt corrent a trobar en Manni. Manni aconsegueix entretant atrapar el rodamón i li canvia la bossa de diners per la pistola.
Pel camí Lola es creua l'ambulància i hi puja, mentre el conductor s'atura perquè passin els operaris carregant el vidre, dintre hi ha un malalt que no aconsegueixen estabilitzar, Lola li agafa la mà i es tranquil·litza. Lola arriba al supermercat on l'espera en Manni, però ell no hi és. Poc després arriba a aconseguit retornar els diners al seu cap. Es fan un petó, s'agafen de la mà i se'n van tranquil·lament, pel camí Manni pregunta a Lola, Què hi ha a dins de la bossa?

## Repartiment

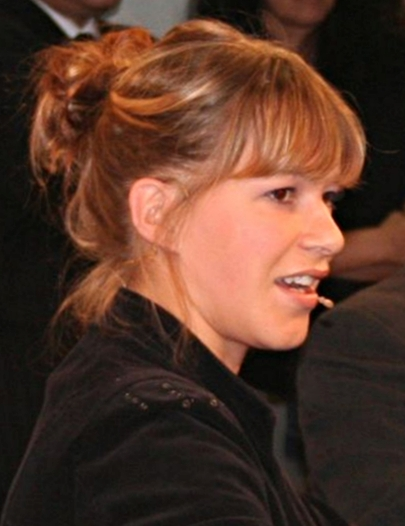
Franka Potente en una fotografia de 2005.

- Lola: Franka Potente
- Manni: Moritz Bleibtreu
- Lolas Vater: Herbert Knaup
- Nina Petri: Jutta Hansen
- Sr. Schuster: Armin Rohde
- Norbert von Au: Joaquim Król
- Sr. Meier: Ludger Pistor
- Sra. Jäger: Suzanne von Borsody
- Mike: Sebastian Schipper
- Doris: Julia Linding

## Música
La música marca les pulsacions, el ritme, és el complement d'aquesta estètica. Tykwer, a més de director i guionista, n'és coautor amb Johnny Klimek i Reinhold Heil, i componen tots els títols de la banda, excepte l'aportació de Pills, "Rock Me". Franka Potente interpreta bona part dels temes, entre els quals destaca el tema principal, "Believe". Es tracta de música tecno-dance d'última generació alemanya, que no cessa gairebé en tota la pel·lícula (la banda sonora té quatre minuts menys que el film), només interrompuda per breus pauses. Tot plegat contribueix a la sensació de velocitat i acceleració, i ens submergeix en una frenètica carrera.

## Llocs

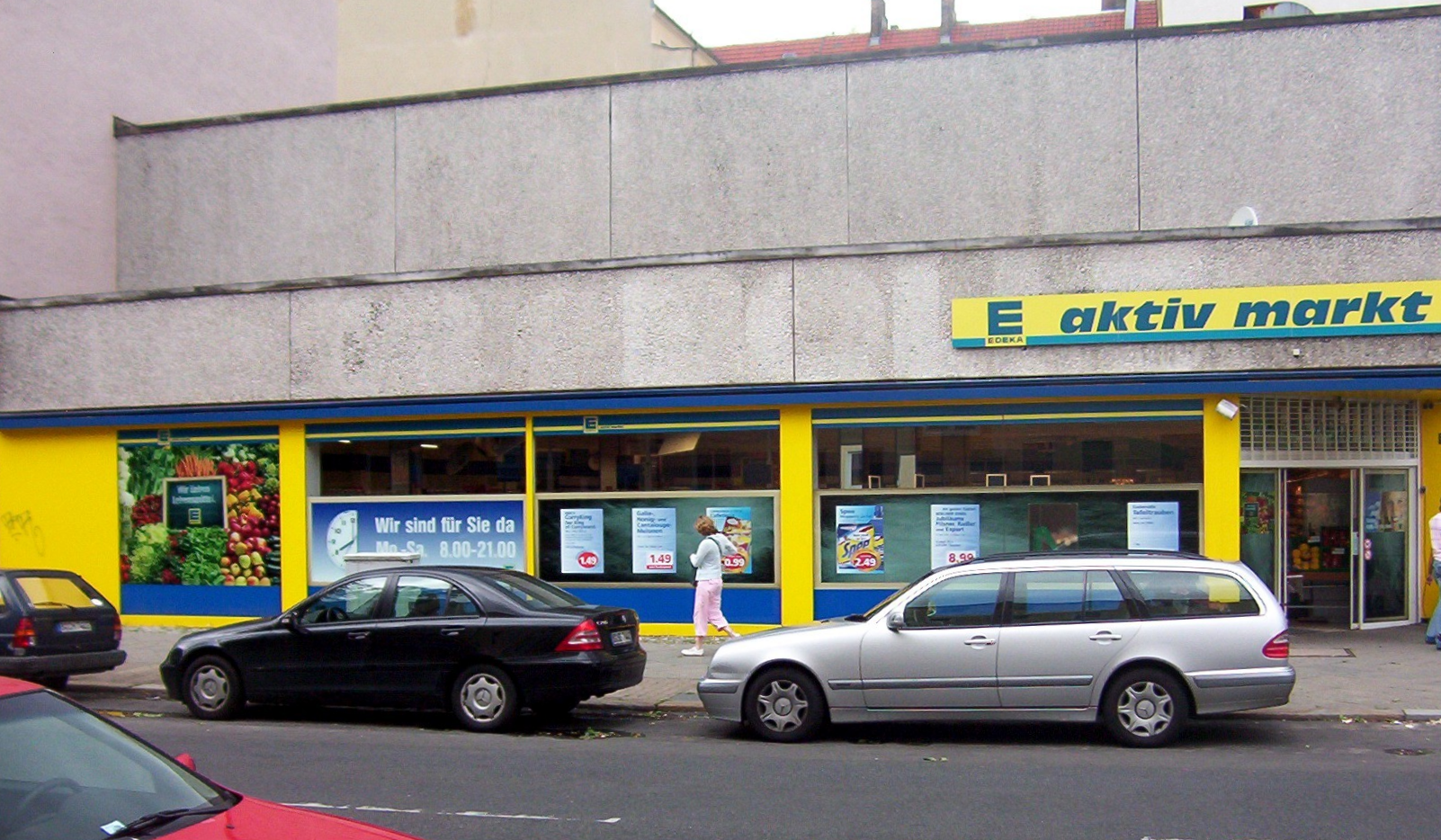
Supermercat situat a Berlin-Charlottenburg, que serveix d'escenari per al robatori de Lola i Manni. A la pel·lícula el supermercat es diu BOLLE

La pel·lícula està filmada a Berlín (Alemanya). Aquí podeu trobar alguns dels llocs:
- Pis de Lola - L'edifici està situat a l'Albrechtstraße 13-14, Berlin-Mitte, a prop de l'estació de tren de Friedrichstraße.
- U-bahn (Metro) que la sobrepassa - És la cantonada nord de Falckensteinstraße i Oberbaumstraße.
- Passadís del pont - Oberbaumbrücke
- Estació de l'U-Bahn (metro) en meitat del carrer - Es tracta de l'entrada sud de l'estació de Französische Straße.
- Les monges - Final nord de la Mauerstraße.
- Lola i el ciclista - Part sud de la Mauerstraße. El ciclista arriba de la Französische Straße.
- Tenda sota els arcs - Apareix a la primera versió i és la cantonada de Charlottenstraße i Französische Straße.
- Deutsche Transfer Bank - El banc està a la cantonada de Behrenstraße i Hedwigskirchgasse. La ubicació actual és Behrenstraße 37.
- Plaça amb el terra a quadres - Gendarmenmarkt i la Konzerthaus.
- El supermercat - Es troba al sud-est de la intersecció entre Osnabrücker Straße i Tauroggener Straße.
- Lola runs in front of lorry - The corner of Hinter dem Gießhaus and Unter den Linden.
- El Casino - L'exterior del casino es troba al bulevard Unter den Linden, de l'altre costat de la Gießhaus.
- Disparen a Lola - Part nord de la Cuvrystraße.
- Manni és detingut - Deutsche Oper estació de l'U-Bahn.
- Sr. Meier sortint del seu garatge - Wallstraße, 23-24
- L'ambulància i el vidre - És la cruïlla de Buchholzer Straße amb Greifenhagener Straße.
- Accident amb els dos cotxes i la moto - Cruïlla de Hussitenstraße i Max-Ulrich-Straße.
- 'Desitjant que Manni esperi' - Poc després de Strausberger Platz, cap a Karl Marx Allee, corrent per l'est. A la pel·lícula la Fernsehturm està amagada pels arbres.

## Premis
- Premi a la millor pel·lícula estrangera dels Independent Spirit Award 2000
- Premi del públic del Festival de Cinema de Sundance 1999
- Bambi 1998 per Franka Potente
- Gran premi de la ciutat de Genf 1999
- Premi Ernst-Lubitsch 1999
- Premi cinematogràfic de Baviera (Bayrischer Filmpreis) 1998
- Premis MTV selecció 1999
- Disc d'or 1999

## Nominacions
- Nominada per al premi de cinema europeu 1998
- Nominació per al Lleó d'Or 1998 del Festival Internacional de Cinema de Venècia el 1998
- Candidata a l'Oscar a la millor pel·lícula de parla no anglesa el 1998

## Influència en altres obres
- L'episodi divuitè, Trilogy of Error, de la dotzena temporada de Els Simpsons està també organitzat en tres capítols, inspirant-se en aquesta pel·lícula. També Lisa Simpson corre a través de la ciutat de Springfield amb la música del film de fons.
- L'episodi Run, Gary, Run de la sèrie Early Edition està tractada de forma similar.
- A l'episodi Corre Johnny Corre de Johnny Bravo també apareixen tres franges de temps i imatges del possible futur d'altres personatges.
- A l'episodi 16 de la cinquena temporada de Scrubs (My bright idea) apareix la música de Lola rennt "Running One".